# Nikołaj Ogariow

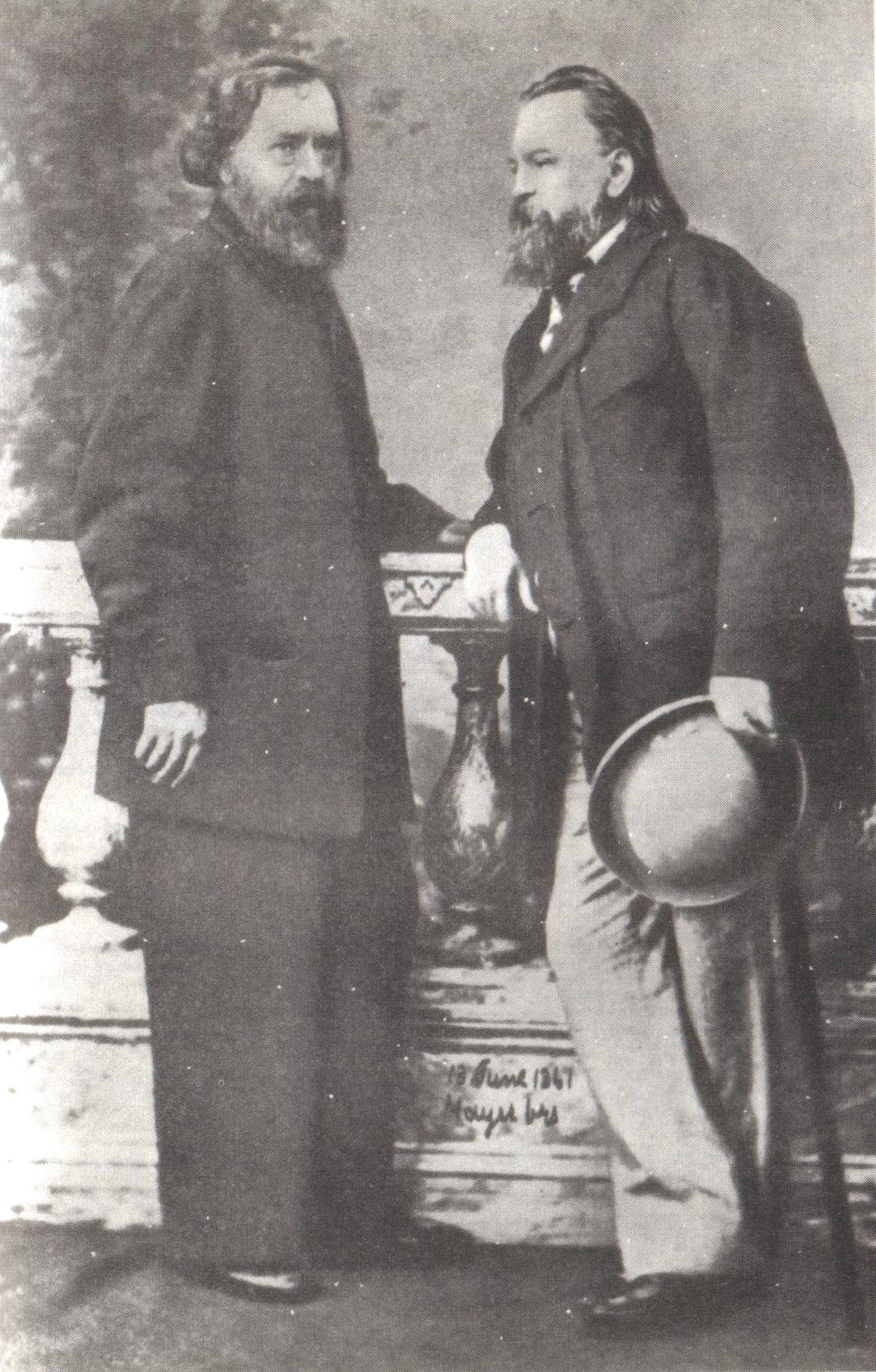
Aleksandr Hercen i Nikołaj Ogariow (lato 1861)

Nikołaj Płatonowicz Ogariow (ros. Никола́й Плато́нович Огарёв; ur. 6 listopada 1813, zm. 12 kwietnia 1877) – rosyjski poeta, prozaik, myśliciel oraz rewolucjonista. Był również pianistą i kompozytorem.

## Życiorys
W 1833 roku ukończył Cesarski Uniwersytet Moskiewski, gdzie razem z przyjacielem Aleksandrem Hercenem zorganizował koło polityczne. W 1856 roku wyemigrował za granicę do Londynu i pozostał tam aż do swojej śmierci. W latach 1856–1867 wydawał wraz z Aleksandrem Hercenem rewolucyjną gazetę „Kołokoł”.
Został pochowany na cmentarzu Nowodziewiczym w Moskwie.